# Віґри (Сувальський повіт)
Віґри (пол. Wigry) — село в Польщі, у гміні Сувалки Сувальського повіту Підляського воєводства.
У 1975-1998 роках село належало до Сувальського воєводства.